# Galende
Galende is een gemeente in de Spaanse provincie Zamora in de regio Castilië en León met een oppervlakte van 90,26 km². Galende telt 1.141 inwoners (1 januari 2016).